# Susan Dimock

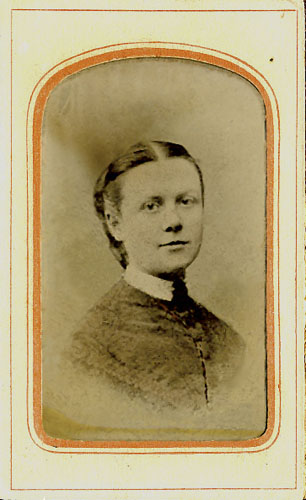
Susan Dimock

 Susan Dimock (* 24. April 1847 in Washington, North Carolina; † 7. Mai 1875 vor den Scilly-Inseln, Cornwall) war eine amerikanische Ärztin. Dimock wurde für die Entwicklung der ersten Krankenpflegeschule in den USA bekannt. Sie war auch die erste Frau, die in die North Carolina Medical Society aufgenommen wurde.

## Leben und Werk
Dimock war die Tochter der Lehrerin Mary Malvina Owens und des Rechtsanwalts und Herausgebers einer Zeitung Henry Dimock. Ihre Mutter unterrichtete sie in einer von ihr organisierten Privatschule und mit dreizehn Jahren war sie an der Washington Academy eingeschrieben, wo Latein ihr Lieblingsfach wurde. Ihr Hausarzt Solomon Sampson Satchwell lieh ihr Medizinbücher aus und nahm sie auf Hausbesuche mit. Der Sezessionskrieg unterbrach ihr Studium als Washington von Unionstruppen besetzt und die Stadtbewohner evakuiert wurden. Nach dem Tod ihres Vaters zog sie mit ihrer Mutter zu Verwandten nach Sterling (Massachusetts), wo sie die Schule besuchte und dann im Alter von 17 Jahren als Lehrerin in Hopkinton (Massachusetts) unterrichtete. Durch ihre Freundschaft zu Elizabeth Greene, der Tochter von Colonel William Batchelder Greene lernte sie Marie Zakrzewska kennen, die ihr medizinische Bücher zur Verfügung stellte und sie als Studentin in dem New England Hospital for Women and Children aufnahm. 1867 wurde ihre Bewerbung und die der englischen Ärztin Sophia Jex-Blake an der Harvard Medical School abgelehnt.
Auf Anraten von Zakrzewska und mit finanzieller Unterstützung der Familie Greene bewarb sie sich 1868 an der Universität Zürich, die derzeit gerade als erste Universität in Europa eine Studentin aufgenommen hatte. Sie segelte im September 1868 nach Europa und begann im Herbstsemester ihr Studium in Zürich. Nach drei Jahren schrieb sie die Dissertation: Ueber die verschiedenen Formen des Puerperalfiebers: Nach Beobachtungen in der Züricher Gebäranstalt. Sie promovierte 1871 als vierte Frau in Medizin. Während ihres Studiums besuchte sie Florence Nightingale in London und verbrachte Zeit in Kaiserswerth, wo Nightingale ausgebildet worden war. Als sie Zürich verließ, entschloss sie sich trotz ihrer etwas schwierigen finanziellen Situation, zusammen mit der Zürcher Medizinstudentin Marie Bokowa für einige Monate nach Wien zu gehen, wo sie unter anderem den Schweizer Auguste Forel, der in Wien an seiner Dissertation arbeitete, und den späteren Sanitätsrat Carl Eugen Hoestermann (1847–1928) traf. Die vier nannten sich Wiener Quartett und wollten sich im Juli 1875 wieder in Zürich treffen. Nach ihren klinischen Studien in Wien und Paris kehrte Dimock im Juli 1872 in die USA zurück.

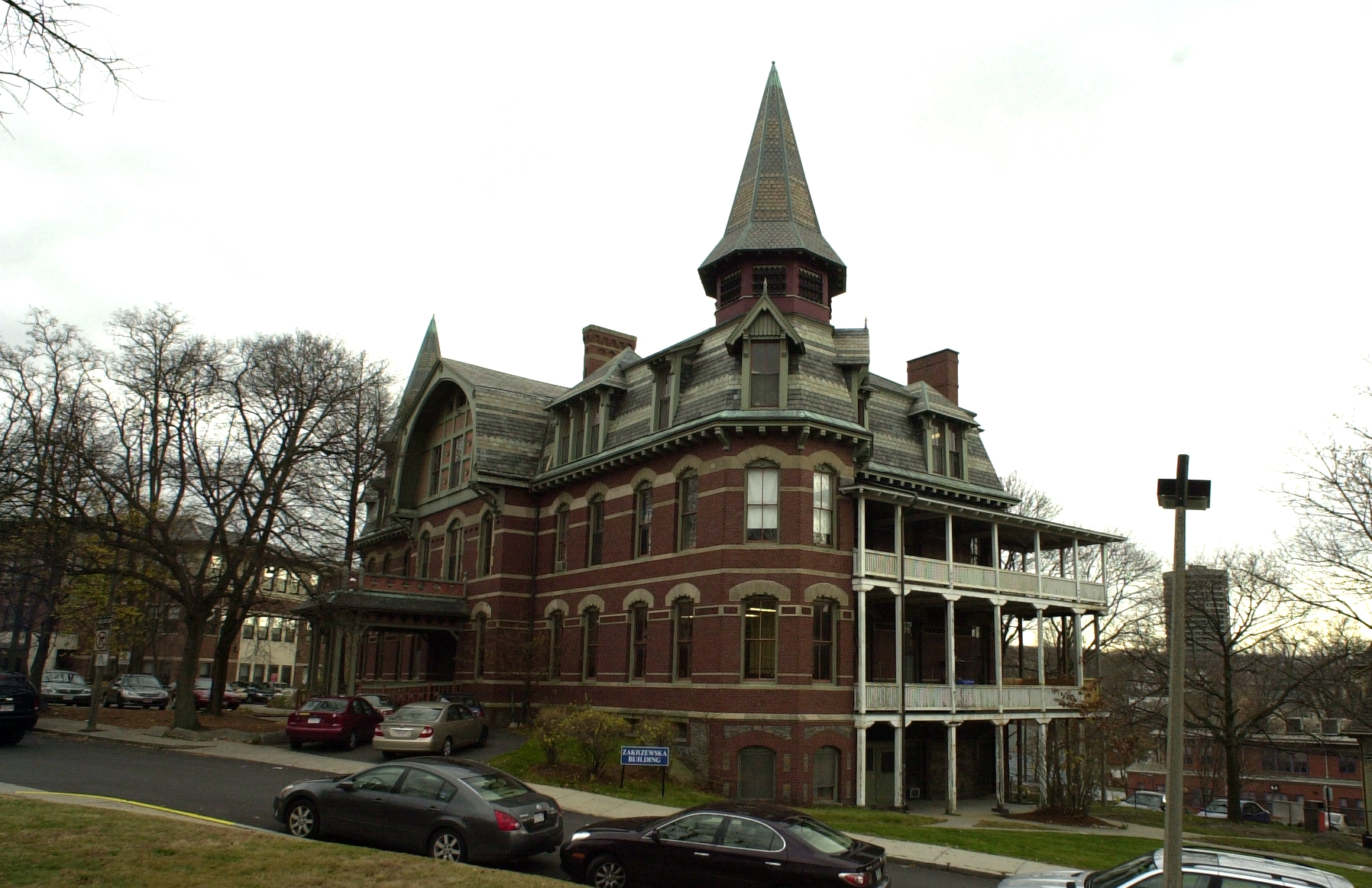
Dimock Community Health Center Complex in Boston, 2009

1872 wurde sie auf dem Treffen der North Carolina Medical Society vorläufig als Ehrenmitglied aufgenommen, da sie zu dieser Zeit in Paris und daher nicht anwesend war, um auf ihre Lizenz geprüft zu werden. Ihre Zeugnisse wurden von ihrem Freund Satchwell eingereicht, der als Sekretär des Medical Board tätig war.
Nach ihrer Rückkehr arbeitete sie als niedergelassene Ärztin am New England Hospital for Women and Children und war eine Pionierin bei der Durchführung einer Reihe wichtiger chirurgischer Eingriffe. Sie leitete das Krankenhaus und die Krankenpflegeschule. Unter ihrer Leitung wurden die Krankenhausaufzeichnungen verbessert und die Fieberkarte eingeführt. Nachdem ihre dreijährige Amtszeit abgeschlossen war, wurde ihr eine Verlängerung angeboten und sie akzeptierte sie unter der Bedingung, dass ihr eine fünfmonatige Beurlaubung gewährt wurde, um Europa erneut zu besuchen.
1875 segelte sie mit Elizabeth Greene und Caroline Crane auf dem Passagierdampfer Schiller nach England, doch das Schiff sank auf einem Riff vor den Scilly-Inseln und ging am 7. Mai 1895 unter. Greene ließ die sterblichen Überreste seiner Tochter und von Crane und Dimock nach Boston bringen, wo die drei auf dem Forest Hills Cemetery beigesetzt wurden.
Nach ihrem Tod stifteten 1875 Freunde und Bewunderer in ihrem Namen im New England Hospital for Women and Children ein freies Bett für bedürftige Patienten. 1969 wurde das New England Hospital in Dimock Community Health Center Complex umbenannt.